# جورج فارس
جورج فارس (1894- 1962 م)، صحفي سوري وأحد مؤسسي جريدة بردى الدمشقية، له عدة مؤلفات أشهرها كتاب «من هم في العالم العربي» الصادر في دمشق سنة 1957. وهو زوج الطبيبة السورية لوريس ماهر.

## سيرته
ولد جورج بن سليم فارس في دمشق، ودرس في المدرسة العازارية في حي باب توما. 
عَمل مترجمًا في القنصلية الإيرانية، وفي عام 1928 أسس جريدة سياسية ناطقة باللغة الفرنسية اسمها «لا سيري»، ألحقها بجريدة ثانية اسمها «صدى دمشق» سنة 1931، وثالثة بعنوان «أصداء سورية» سنة 1937. جميع تلك المطبوعات توقفت مع جلاء الفرنسيين عن سورية سنة 1946، فتعاون جورج فارس مع زميله الصحفي منير الريِّس على إصدار صحيفة يومية اسمها جريدة بردى، كانت من أشهر الصُّحف السورية في مطلع عهد الاستقلال.
عمل جورج فارس أيضًا مراسلًا لوكالة رويترز للأنباء حتى عام 1947، وشارك في تأسيس نقابة الصحفيين السوريين مع زملائه يوسف العيسى صاحب جريدة ألف باء، ونصوح بابيل صاحب جريدة الأيام. ورشَّح نفسه للانتخابات النيابية في دورة عام 1936 ولكنه لم ينجح.
انفصل فارس عن جريدة بردى وأسس مكتب الدراسات العربية في دمشق عام 1948، الذي تولى نشر كتاب «من هو في سورية» عام 1949، ثم أعاد إصداره بعنوان «من هم في العالم العربي (سورية)» عام 1957، وهو يحتوي على تراجمَ لأبرز الشخصيات السورية الفاعلة في المجالات الوطنية والسياسية والاقتصادية والعلمية والأدبية.